# ナイト・ウォッチャー
『ナイト・ウォッチャー』（The Night Clerk）は2020年のアメリカ合衆国のサスペンス映画。監督はマイケル・クリストファー、出演はタイ・シェリダン、アナ・デ・アルマス、ジョン・レグイザモなど。クリストファーが映画監督を務めたのは『ポワゾン』(2001年)以来、実に19年ぶりのことであった。
日本ではヒューマントラストシネマ渋谷で開催された「未体験ゾーンの映画たち2020 延長戦」で2020年7月17日より劇場公開された。

## ストーリー
バート・ブロムリーはマーサー・ホテルでフロントとして働いていたが、自閉症スペクトラムを抱えているため、コミュニケーション能力に難があった。バートはホテルの124号室に5台の隠しカメラを仕掛けており、その映像を使ってコミュニケーションのやり方を学んでいた。ある日の夜勤の最中、バートは124号室に宿泊中のカレンの様子を眺めていた。勤務終了後、バートはアイスクリームを買って帰宅した。しばらくして、バートが自室で隠しカメラの映像をチェックしていると、何者かに殴られるカレンの姿が目に飛び込んできた。カレンの財布から拳銃が落ちたのを見て、バートは腰を抜かしたが、彼女を救うためにホテルへと急行した。しかし、あと一歩のところで間に合わず、カレンはその男に射殺された。同僚のジャックが警察に通報している隙に、バートは隠しカメラ4台を回収したが、もう1台回収するのを忘れてしまった。
翌日、バートはエスパーダ刑事から昨晩の出来事について尋ねられ、「財布をホテルに忘れてしまったので、慌てて取りに戻ったら、銃声が聞こえたんです」と虚偽の説明をした。エスパーダは「財布を忘れたにも拘わらず、何故アイスクリームを購入できたのか」と訝しんだが、特に深掘りしようとはしなかった。帰宅後、バートがカレン殺害時の映像を再度チェックしたところ、犯人の腕に鳥の刺青が入っているのに気が付いた。
その後、バートはハメルトン・ホテルでの勤務を命じられた。勤務中、バートは客の1人（アンドレア）から誘惑された。アンドレアは107号室に1週間滞在する予定の客であった。次の日、バートは隠しカメラを回収し忘れたことに気が付いたが、既に警察の手によって発見された後だった。エスパーダは「おそらく、バートは犯人ではないが、カメラを通して何かを見たに違いない」と考えていた。その日の夜、バートはアンドレアが泊まる107号室に隠しカメラを仕掛けた後、彼女の誘惑に身を任せてキスをした。
翌日、バートはアンドレアの気を引くべく、髪を切ったり衣服や化粧品を新調したりした。バートが勇気を振り絞ってアンドレアの部屋を尋ねたところ、アンドレアは見知らぬ男と寝ていた。その男の腕に彫り込まれた刺青を見た瞬間、バートは仰天した。その男の刺青はカレンを殺害した男の刺青と同じものだったのである。

## キャスト
※括弧内は日本語吹替
- バート・ブロムリー: タイ・シェリダン（水野駿太郎）
- アンドレア・リヴェラ: アナ・デ・アルマス（田所あずさ）
- ジョニー・エスパーダ刑事: ジョン・レグイザモ（鶴岡聡）
- エセル・ブロムリー: ヘレン・ハント（笹島かほる）
- ニック・ペレッティ刑事: ジョナサン・シェック
- カレン・ペレッティ: ジャック・グレイ
- ジャック・ミラー: オースティン・アーチャー

## 製作・マーケティング
2018年2月6日、タイ・シェリダンがマイケル・クリストファー監督の新作映画に起用されたと報じられた。5月23日、アナ・デ・アルマス、ジョン・レグイザモ、ヘレン・ハントの起用が発表された。同月下旬、本作の主要撮影がユタ州で始まった。6月、ジョナサン・シェックがキャスト入りした。2020年1月15日、本作のオフィシャル・トレイラーが公開された。

## 評価
本作に対する批評家からの評価は伸び悩んでいる。映画批評集積サイトのRotten Tomatoesには44件のレビューがあり、批評家支持率は34%、平均点は10点満点で4.97点となっている。サイト側による批評家の見解の要約は「カリスマ性のあるタイ・シェリダンとアナ・デ・アルマスを以てしても、お粗末なストーリーに命を吹き込むのに苦戦を強いられている。『ナイト・ウォッチャー』は序盤の段階で出来が悪いと感じられる作品であり、観客の中には退席したいと思う者もいるかもしれない。」となっている。また、Metacriticには11件のレビューがあり、加重平均値は44/100となっている。